# Peter Majerník
Peter Majerník (* 31. prosince 1978, Piešťany) je slovenský obránce, v současnosti bez angažmá.

## Fotbalová kariéra
Jeho první klubem v seniorské kategorii se stala Dúbravka, odkud v roce 2003 zamířil do Púchova. O 3 roky později podepsal smlouvu s Interem Bratislava a později zamířil do MFK Ružomberok. V létě 2010 zamířil na své první zahraniční angažmá do FC Brașov. Před ročníkem 2012/13 se vrátil na Slovensko, konkrétně do Spartaku Myjava. Po půl roce odešel do DAC 1904 Dunajská Streda, klubu pomohl k postupu do nejvyšší soutěže. Po sezóně 2014/15 Fortuna ligy z Dunajské Stredy, kde působil i v roli kapitána, odešel.